# Нгуні
Нгуні — група споріднених народів у Південній Африці, що говорять мовами нгуні. Включають зулусів, коса, ндебеле (матабеле), нгоні та свазі. В 1779—1879 роках вели Кафрські війни народу коса проти англо-бурських колонізаторів. В 1820-х роках зулуси провінції Наталь зібрали сильне військо, яким командував король Шака, і здійснювали набіги на сусідні народи. В період апартеїду в Південній Африці були створені бантустани, які мали мало спільного із давньою культурою нгуні.